# هانجين للشحن
شركة هانجين للشحن هي شركة نقل لوجستية متكاملة في كوريا الجنوبية. قبل خسارتها المالية ، كانت هانجين للشحن أكبر خط حاويات في كوريا الجنوبية وواحدة من أكبر عشر ناقلات حاويات في العالم من حيث السعة .
كانت شركة هانجين للملاحة تعمل في السابق على حوالي 60 من خدمات الخطوط والترام في جميع أنحاء العالم ، حيث تنقل أكثر من 100 مليون طن من البضائع سنويًا. يتكون أسطولها من العديد من سفن الحاويات وناقلات البضائع السائبة والغاز الطبيعي المسال. تمتلك هانجين للشحن فروعها الخاصة المكرسة للنقل البحري وتشغيل المحطة ولديها العديد من المكاتب الفرعية في مختلف البلدان.

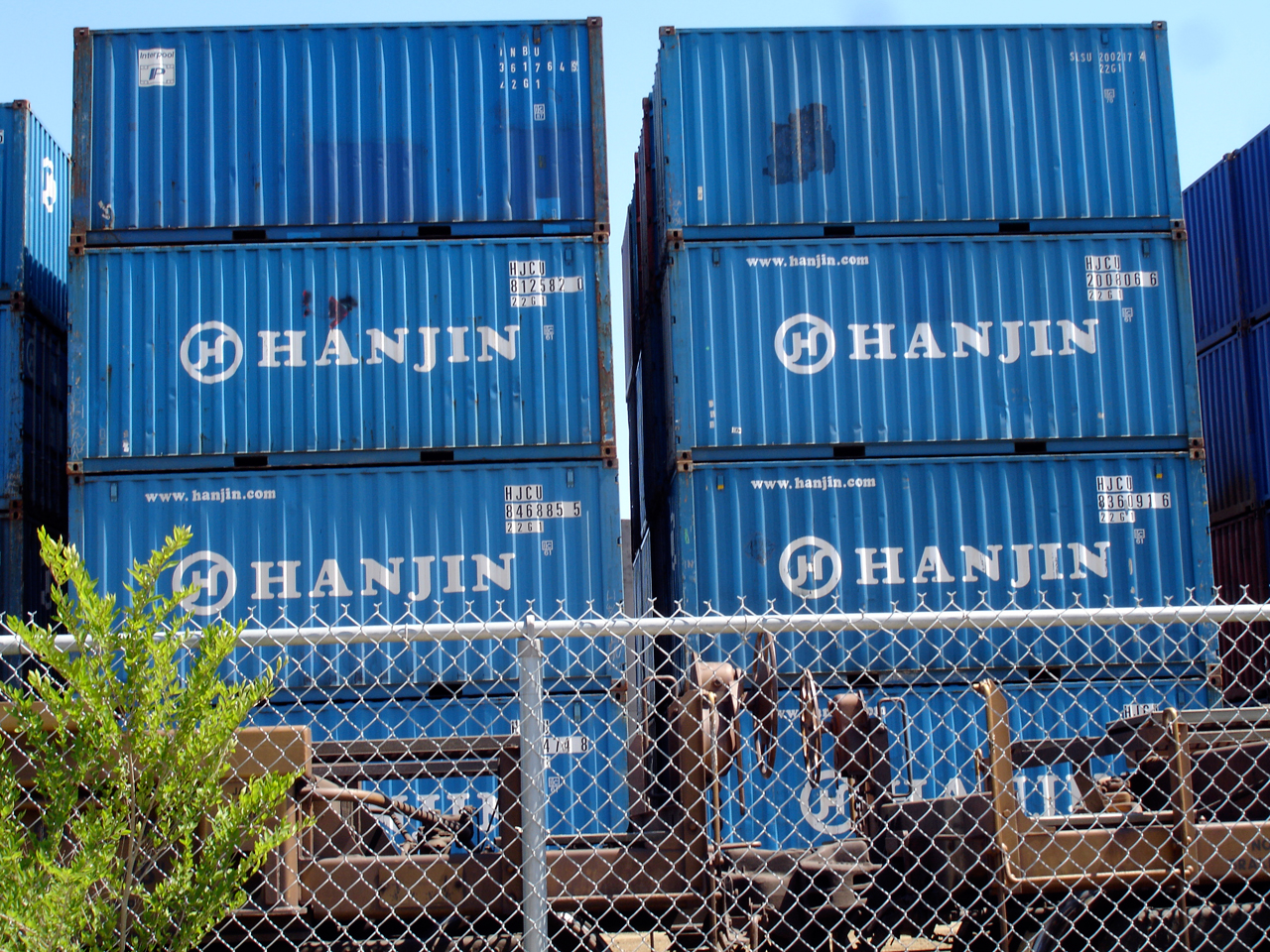
حاوية هانجين 20 قدم

## روابط خارجية
- الموقع الرسمي

قالب:روابط شقيق